# Phare de Liváda
Le phare de Liváda ou Phare Akra Livadha est situé près du village de Liváda, au nord-est de l'île de Tinos, dans les Cyclades en Grèce. Il est achevé en 1910.

## Caractéristiques
Le phare est une tour carrée de pierres, surmontant la maison du gardien, dont la lanterne et le dôme de celle-ci sont de couleur blanche. Il s'élève à 41 mètres au-dessus de la mer Égée.

## Codes internationaux
- ARLHS[3] : GRE-043
- NGA : 15804
- Admiralty[4] : E 4302

## Source
(en) [PDF] List of lights radio aids and fog signals - 2011 - The west coasts of Europe and Africa, the mediterranean sea, black sea an Azovskoye more (sea of Azov) (la liste des phares de l'Europe, selon la National Geospatial - Intelligence Agency)- Version 2011 - National Geospatial - Intelligence Agency - p. 274